# Gotha Go 147
Le Gotha Go 147 est un avion militaire de l'entre-deux-guerres expérimental allemand.

## Aéronefs comparables
- Handley Page Manx
- Westland-Hill Pterodactyl (en)